# جسر قسنطینه (الجزایر عاصمه)
جسر قسنطینه (الجزایر عاصمه) (به عربی: جسر قسنطینة) یک شهرداری در الجزایر است که در استان الجزیره واقع شده‌است.